# 1797 en littérature
| Années de la littérature : 1794 - 1795 - 1796 - 1797 - 1798 - 1799 - 1800    |
| Décennies de la littérature : 1760 - 1770 - 1780 - 1790 - 1800 - 1810 - 1820 |

Cet article présente les faits marquants de l'année 1797 en littérature.

## Événements
- 20 mars (30 ventose an V) : premier numéro du Journal des dames, qui devient Journal des dames et des modes, fondé par Pierre de La Mésangère et Jean-Baptiste Sellèque[1].
- 24 décembre : Walter Scott épouse à Carlisle Charlotte Charpentier (Carpenter)[2].

### Poésie
- Balladenjahr (en)  (« année des ballades ») de Goethe et Schiller, qui composent en quelques mois plusieurs de leurs ballades les plus connues, comme Der Zauberlehrling (L'apprenti sorcier), Die Braut von Korinth (« La Fiancée de Corinthe »), Der Schatzgräber (« Le Chercheur de trésor »), Der Gott und die Bajadere : Indische Legende (« Le Dieu et la bayadère : légende indienne »), Legende vom Hufeisen (« La légende du fer à cheval ») de Goethe  et Der Ring des Polykrates (« L'anneau de Polycrate »), Der Taucher (« Le plongeur »), « Der Handschuh » (« Le gant »), « Der Gang nach dem Eisenhammer » (« En chemin vers le marteau de fer »), « Ritter Toggenburg » (« Le Chevalier de Toggenburg ») et « Die Kraniche des Ibykus » (« Les grues d'Ibycus ») de Schiller. Les poèmes sont publiés l'année suivante dans le Musen-Almanach (« Almanach des Muses ») de Schiller[3].
- Coleridge compose son poème The Rime of The Ancient Mariner  (« La Complainte du vieux marin ») publié en 1798 dans le recueil Lyrical Ballads'[4]'.

- William Blake commence à transcrire à Lambeth son épopée visionnaire Vala, or The Four Zoas  (« Vala ou les Quatre Vivants ») sur un manuscrit illustré de 36 pages ; il réécrit le poème après 1800 à Felpham[5].
- Version complète du Ramakien, épopée nationale thaïlandaise composée à partir du Ramayana sur ordre et avec la participation du roi Rama Ier[6].

## Parutions
- 29 mai (10 prairial an V) : Benjamin Constant, Des effets de la Terreur, 1797 (présentation en ligne), pamphlet[7].

- Sylvain Maréchal, Culte et loix d’une société d’hommes sans Dieu, Paris, Éd. d'histoire sociale, 1797 (présentation en ligne).
- Emmanuel Kant, Die Metaphysik der Sitten, Königsberg, bey Friedrich Nicolovius, 1797 (présentation en ligne) (« Métaphysique des mœurs »).
- François-René de Chateaubriand, Essai historique, politique et moral sur les révolutions anciennes et modernes, considérées dans leurs rapports avec la Révolution française, Londres, J. Deboffe, 1797 (présentation en ligne).

### Fictions
- 9 juin : le libraire, J. Decker à Bâle mentionne dans son catalogue de vente le roman pornographique anonyme de Donatien Alphonse François de Sade, La Nouvelle Justine : ou les Malheurs de la vertu, En Hollande [Paris], [Nicolas Massé], 1797 (s:La nouvelle Justine), en quatre volumes, suivi en 1801 de l'Histoire de Juliette, ou les Prospérités du vice, en six volumes, daté également de 1797[8].
- Octobre : Johann Wolfgang von Goethe, Hermann und Dorothea, Berlin, 1797 (présentation en ligne) (« Hermann et Dorothée »), récit épique en vers[9].

- Dumaniant, Les amours et aventures d’un émigré, Paris, chez les marchands de nouveautés, 1797 (présentation en ligne), roman.
- Gabriel Sénac de Meilhan, L’Émigré, Brunswick, P. F. Fauche et compagnie, 1797, roman épistolaire en quatre volumes.

- Friedrich Hölderlin, Hyperion oder Der Eremit in Griechenland, vol. 1, Tübingen, J. G. Cotta'sche Buchhandlung, 1797 (présentation en ligne) (« Hyperion ou l'Ermite de Grèce »), roman épistolaire allemand. La seconde partie parait en 1799.

- Ann Radcliffe, The Italian, or the Confessional of the Black Penitents, vol. 1, London, T.Cadell, 1797 (présentation en ligne) (« L'Italien ou le Confessionnal des pénitents noirs »), en trois volumes 2 3.

- Hannah Webster Foster, The Coquette (en) : or, The History of Eliza Wharton, Boston, Printed by Samuel Etheridge, for E. Larkin, 1797 (présentation en ligne), roman épistolaire anonyme.
- Royall Tyler, The Algerine Captive : or the Life and Adventures of Doctor Updike Underhill : Six Years a Prisoner among the Algerines, Walpole, Newhampshire, David Carlisle, 1797 (présentation en ligne) (« Le Captif d'Alger ») roman satirique anonyme.

## Naissances
- 27 mars : Alfred de Vigny, écrivain, dramaturge et poète français († 17 septembre 1863)
- 30 août : Mary Shelley, romancière, nouvelliste, dramaturge, essayiste, biographe.

## Décès
- 31 mars : Olaudah Equiano, écrivain britannique d'origine africaine.